# ROKS Yulgok Yi I (DDG-992)
Le ROKS Yulgok Yi I (DDG-992) est le deuxième navire de la classe Sejong le Grand, une classe de destroyers lance-missiles construits pour la marine de la république de Corée (ROKN). Il a été conçu autour du système de combat Aegis et a été nommé d’après le philosophe et érudit de la dynastie Joseon, Yulgok Yi I.

## Conception
Le navire est équipé du système de combat Aegis (Baseline 7 Phase 1) combiné à des antennes radar multifonctions AN/SPY-1D.
La classe Sejong le Grand est la troisième phase du programme Korean Destroyer eXperimental (KDX) de la marine sud-coréenne, un important programme de construction navale visant à améliorer la capacité de la ROKN à défendre avec succès les zones maritimes autour de la Corée du Sud contre diverses menaces, et à devenir une marine de haute mer.
Avec un déplacement standard de 8500 tonnes et maximal à pleine charge de 11000 tonnes, les destroyers KDX-III Sejong le Grand sont de loin les plus grands destroyers de la marine sud-coréenne. Ils sont plus grands que la plupart des destroyers des marines d’autres pays : la Corée du Sud a construit des destroyers légèrement plus volumineux et plus lourds que les destroyers de classe Arleigh Burke ou de classe Atago pour accueillir 32 missiles supplémentaires. Certains analystes estiment qu’il serait plus approprié d’appeler cette classe de navires des croiseurs légers plutôt que des destroyers. Les KDX-III sont actuellement les plus grands navires à transporter le système de combat Aegis.

## Carrière
Le ROKS Yulgok Yi I a été construit par Daewoo Shipbuilding & Marine Engineering. Il a été lancé le 14 novembre 2008, et mis en service dans la marine de la république de Corée le 31 août 2010.
La marine de la république de Corée a participé activement aux récentes éditions de l’exercice Rim of the Pacific ou RIMPAC, qui se tient tous les deux ans à Honolulu, Hawaï. Les exercices visent à renforcer l’interopérabilité entre les forces armées de la région Pacifique, afin de promouvoir la stabilité dans la région au profit de tous les pays participants. Le ROKS Yulgok Yi I a participé aux exercices de 2012 et 2018.
Début avril 2023, des exercices navals conjoints ont été lancés lundi par la Corée du Sud, les États-Unis et le Japon. Le ministère de la Défense sud-coréen les a décrits, dans un communiqué de presse, comme une réponse aux récents lancements de missiles par la république populaire démocratique de Corée (RPDC). Les exercices ont impliqué le porte-avions USS Nimitz (CVN-68) et deux destroyers et se sont déroulés dans les eaux au sud de l’île sud-coréenne de Jeju. La Corée du Sud y a engagé les destroyers ROKS Yulgok Yi I, ROKS Choe Yeong (DDH-981) et ROKS Dae Jo-yeong (DDH-977), ainsi que le navire de soutien au combat rapide ROKS Soyang (AOE-51). Le ministère de la Défense a déclaré que « des exercices anti-sous-marins ont été organisés afin d’améliorer la capacité de la Corée du Sud, des États-Unis et du Japon à répondre à la menace sous-marine croissante de la Corée du Nord, y compris ses missiles balistiques pour sous-marins ». Selon le communiqué, ces exercices conjoints visent à détecter, suivre et combattre les menaces sous-marines de la RPDC. En outre, les exercices se concentreront également sur l’échange d’informations ainsi que sur les opérations de recherche et de sauvetage.
Lundi 17 avril 2023, le ROKS Yulgok Yi I a participé à un exercice trilatéral de défense antimissile balistique en mer du Japon, avec les destroyers USS Benfold (DDG-65) et JMSDF JDS Atago (DDG-177). Ces exercices sont destinés à tester la connexion réseau et le partage d’informations sur les missiles balistiques entre les trois destroyers équipés d’Aegis, et à améliorer les capacités tactiques et les capacités conjointes contre les missiles balistiques, selon un communiqué de presse de la Force maritime d'autodéfense japonaise (JMSDF).